# Ashes of Remembrance
Ashes of Remembrance è un cortometraggio muto del 1917 sceneggiato, diretto e interpretato da Allen Holubar

## Produzione
Il film fu prodotto dalla Rex Motion Picture Company.

## Distribuzione
Distribuito dall'Universal Film Manufacturing Company, il film - un cortometraggio in due bobine - uscì nelle sale cinematografiche statunitensi il 1º ottobre 1916.